# Emigrantes
Emigrantes è un film del 1949 diretto da Aldo Fabrizi.

## Trama
Al termine della guerra, Giuseppe lascia Roma ed emigra in Argentina assieme alla famiglia, con l'idea di restare soltanto un anno e poi fare ritorno. Sulla nave che li porta in America sua moglie partorisce un bambino, a cui viene dato il nome di Italo. Una volta arrivati, Giuseppe capisce che non sarà così facile fare soldi con il suo lavoro di muratore; sua moglie non si adatta alla nuova vita, mentre sua figlia inizia ad innamorarsi dell'ingegnere capo del suo cantiere. Quando Giuseppe perde alle corse dei cavalli tutti i pochi soldi che era riuscito a risparmiare in cinque mesi di duro lavoro, capisce che l'unica soluzione è quella di tornare in Italia. Ma non ha il denaro per pagare il viaggio, così pensa di rompersi apposta un braccio in cantiere, in modo da riscuotere l'assicurazione per gli infortuni.

## Incassi
Incasso accertato a tutto il 31 dicembre 1952 £ 73.750.000